# Norðoyar egyházközség
Norðoyar egyházközség (feröeriül: Norðoya prestagjalds kommuna) egy megszűnt község (polgári egyházközség) Feröeren. Norðoyar régió szigeteit foglalta magába.

## Történelem
A község 1872-ben jött létre.

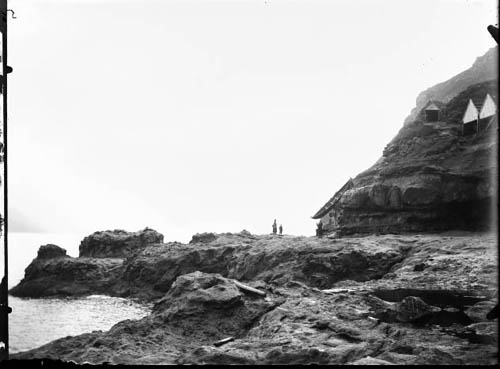
Mikladalur 1899-ben

1908-ban szétvált Klaksvík egyházközségre, Viðareiði, Fugloy és Svínoy egyházközségre és Kunoy, Mikladalur és Húsar egyházközségre, és ezzel megszűnt.

## Önkormányzat és közigazgatás

### Települések
| Település           | Mióta a község része | Előző község | Meddig a község része | Következő község                         | Megjegyzés |
| ------------------- | -------------------- | ------------ | --------------------- | ---------------------------------------- | ---------- |
| Ánir (Ánirnar)      | 1872                 | –            | 1908                  | Klaksvík község                          |            |
| Árnafjørður         | 1872                 | –            | 1908                  | Klaksvík község                          |            |
| Depil               | 1872                 | –            | 1908                  | Viðareiði, Fugloy és Svínoy egyházközség |            |
| Haraldssund         | 1872                 | –            | 1908                  | Kunoy, Mikladalur és Húsar egyházközség  |            |
| Hattarvík           | 1872                 | –            | 1908                  | Viðareiði, Fugloy és Svínoy egyházközség |            |
| Húsar               | 1872                 | –            | 1908                  | Kunoy, Mikladalur és Húsar egyházközség  |            |
| Hvannasund          | 1872                 | –            | 1908                  | Viðareiði, Fugloy és Svínoy egyházközség |            |
| Kirkja              | 1872                 | –            | 1908                  | Viðareiði, Fugloy és Svínoy egyházközség |            |
| Klaksvík            | 1872                 | –            | 1908                  | Klaksvík község                          |            |
| Kunoy (település)   | 1872                 | –            | 1908                  | Kunoy, Mikladalur és Húsar egyházközség  |            |
| Mikladalur          | 1872                 | –            | 1908                  | Kunoy, Mikladalur és Húsar egyházközség  |            |
| Múli                | 1872                 | –            | 1908                  | Viðareiði, Fugloy és Svínoy egyházközség |            |
| Norðdepil           | 1872                 | –            | 1908                  | Viðareiði, Fugloy és Svínoy egyházközség |            |
| Norðoyri            | 1872                 | –            | 1908                  | Klaksvík község                          |            |
| Norðtoftir          | 1872                 | –            | 1908                  | Viðareiði, Fugloy és Svínoy egyházközség |            |
| Svínoy (település)  | 1872                 | –            | 1908                  | Viðareiði, Fugloy és Svínoy egyházközség |            |
| Syðradalur (Kalsoy) | 1872                 | –            | 1908                  | Kunoy, Mikladalur és Húsar egyházközség  |            |
| Trøllanes           | 1872                 | –            | 1908                  | Kunoy, Mikladalur és Húsar egyházközség  |            |
| Viðareiði           | 1872                 | –            | 1908                  | Viðareiði, Fugloy és Svínoy egyházközség |            |